# Veltruby
Veltruby är en ort i Tjeckien.   Den ligger i regionen Mellersta Böhmen, i den centrala delen av landet, 50 km öster om huvudstaden Prag. Veltruby ligger 192 meter över havet och antalet invånare är 1 301.
Terrängen runt Veltruby är platt. Runt Veltruby är det ganska tätbefolkat, med 75 invånare per kvadratkilometer. Närmaste större samhälle är Kolín, 4,8 km söder om Veltruby. Trakten runt Veltruby består till största delen av jordbruksmark.